# موشک سطح‌به‌سطح
موشک سطح‌به‌سطح، موشک زمین به زمین یا SSM‏ به موشکی گفته می‌شود که برای هدف قرار دادن اهدافی که روی زمین یا دریا قرار دارند، استفاده می‌شود. این نوع موشک‌ها به صورت‌های مختلفی مثل وسایل پرتاب دستی یا حامل-پرتابگر الکترونیکی یا ایستگاه‌های ثابت زمینی یا از درون کشتی‌ها پرتاب می‌شوند.

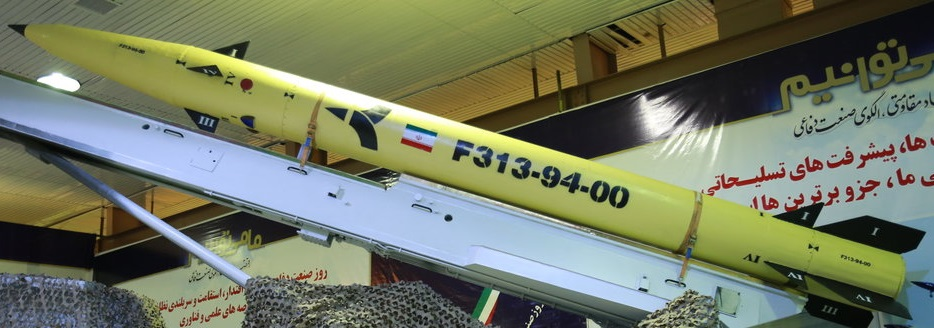
فاتح 313 موشک ایرانی از سپاه پاسداران